# Zegelsem
Zegelsem is een dorp in de Belgische provincie Oost-Vlaanderen en een deelgemeente van Brakel, het was een zelfstandige gemeente tot aan de gemeentelijke herindeling van 1971. De plaatselijke kerk heeft Ursmarus als patroonheilige.

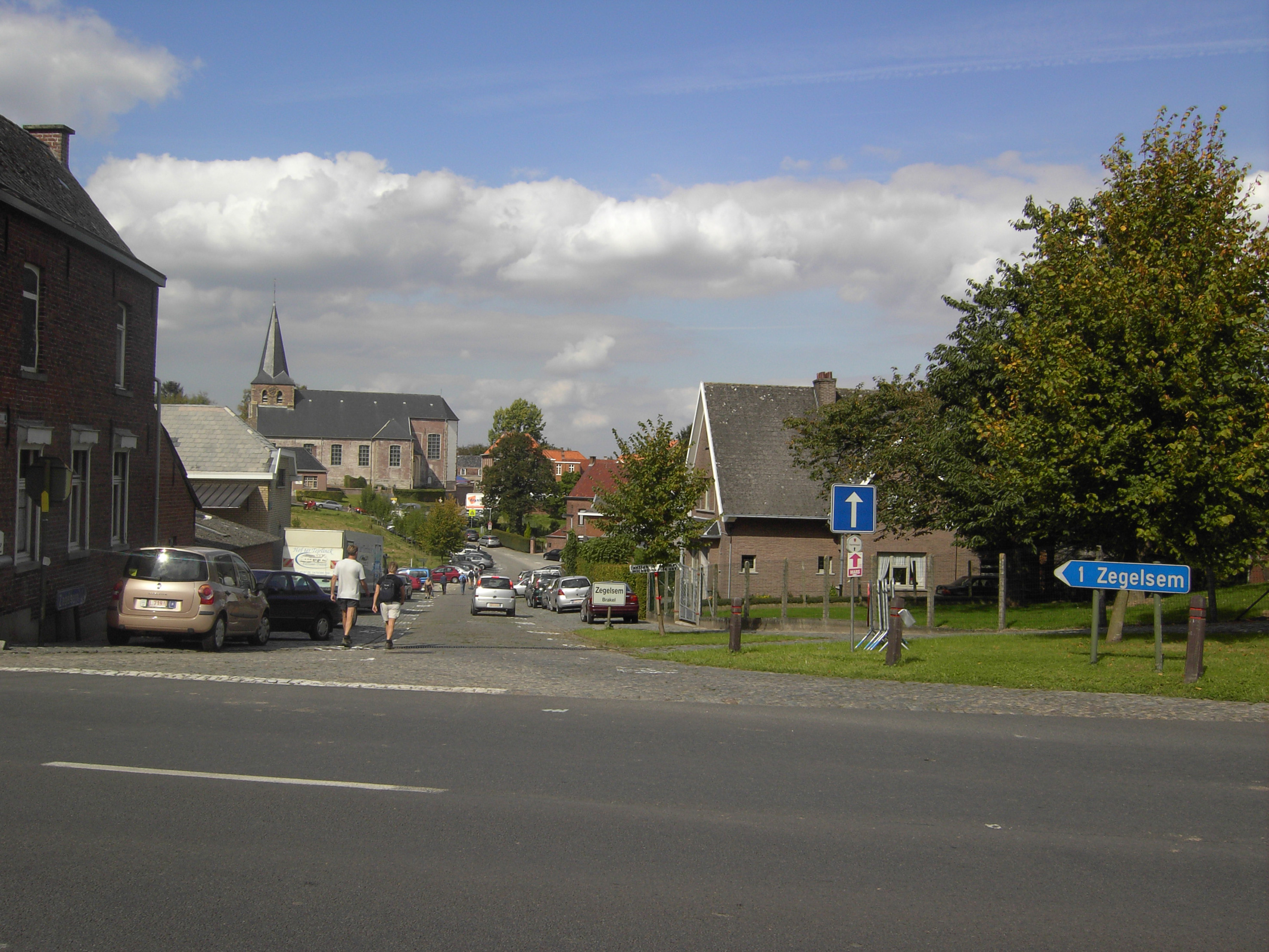
Algemeen beeld van Zegelsem.

## Geschiedenis
In de bodem werden Romeinse munten aangetroffen en ook andere overblijfselen uit het Galloromeinse tijdperk.
Zegelsem werd voor het eerst vermeld in 866, als Sigulfi villa. In de middeleeuwen kwam het dorp in bezit van de Abdij van Lobbes. Deze richtte nabij het latere Zegelsem een kapittelkerk op die aan Sint-Petrus was gewijd maar omstreeks 881 door de Vikingen vernield zou zijn. Later kwam een parochiekerk tot stand die gewijd was aan Sint-Ursmarus, een vroege abt van de Abdij van Lobbes. In 1944 moest een Britse B-17 Flying Fortress een noodlanding maken in Zegelsem.

## Bezienswaardigheden
- De Sint-Ursmaruskerk

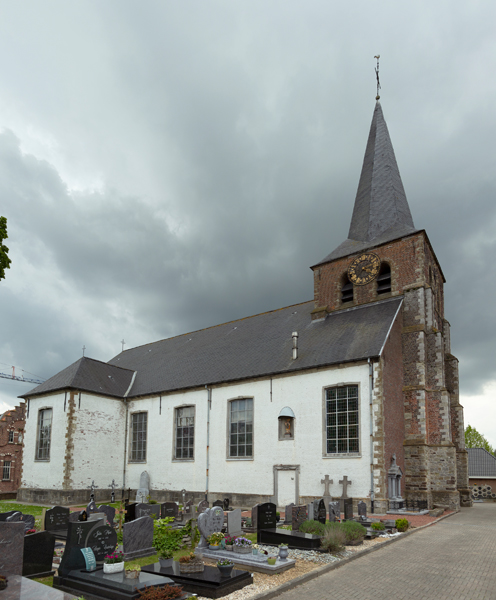
Sint-Ursmaruskerk, Zegelsem

- Zegelsem wordt ook wel het kasseidorp genoemd omdat er veel kasseien zijn gebruikt als bestrating. De Haaghoek, een kasseiweg van 1,9 km naar Horebeke, wordt sinds 1995 officieel beschermd ter wille van het Vlaamse wielerseizoen in maart, samen met de Teirlinckstraat en de Sint-Ursmarusstraat in het dorpscentrum.

## Natuur en landschap
Zegelsem ligt in de Vlaamse Ardennen op een hoogte van 40-116 meter. De belangrijkste waterloop is de Perlinkbeek die in noordelijke richting stroomt. Het belangrijkste natuurgebied is het Burreken.

## Demografische ontwikkeling
- Bronnen:NIS, Opm:1831 tot en met 1970=volkstellingen

## Evenementen
Jaarlijks worden in de dorpskern de zogenaamde "Kasseifeesten" georganiseerd. Deze bestaan onder meer uit een rommelmarkt, een wandeltocht en de kasseiworp.

## Politiek
Zegelsem had een eigen gemeentebestuur tot de gemeentelijke fusie van 1971. De laatste burgemeester was Henri de Breyne.

## Sport
In Zegelsem speelt de voetbalclub FC Zegelsem.

## Bekende inwoners
- Marijn Devalck (1951)
- Isidoor Teirlinck, schrijver; te Zegelsem geboren op 2 januari 1851
- Herman Teirlinck, schrijver en zoon van Isidoor; verbleef hier als kind bij zijn grootouders
- Paul Cox, dichter; woont in Zegelsem sedert 1974.

## Galerij

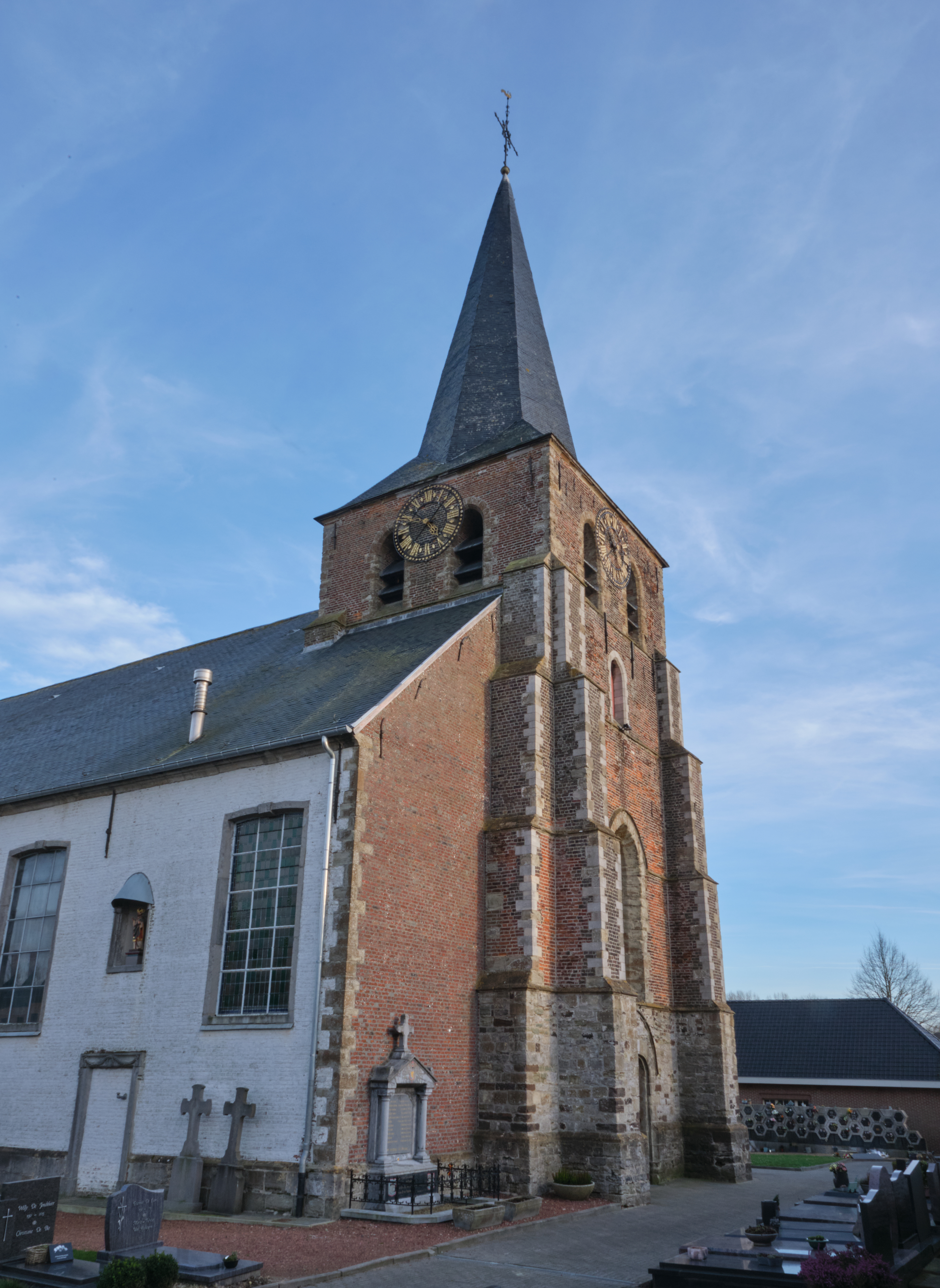
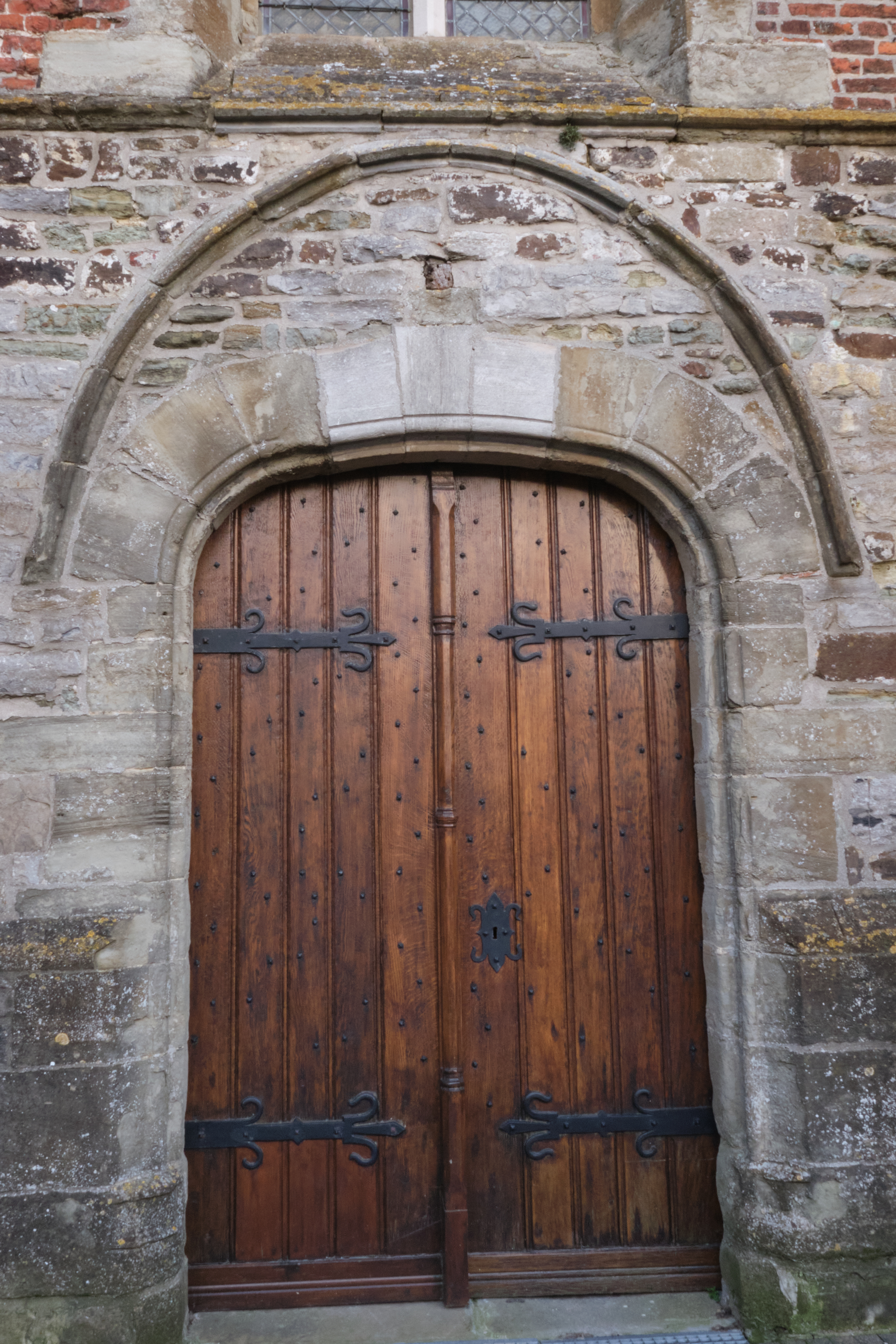
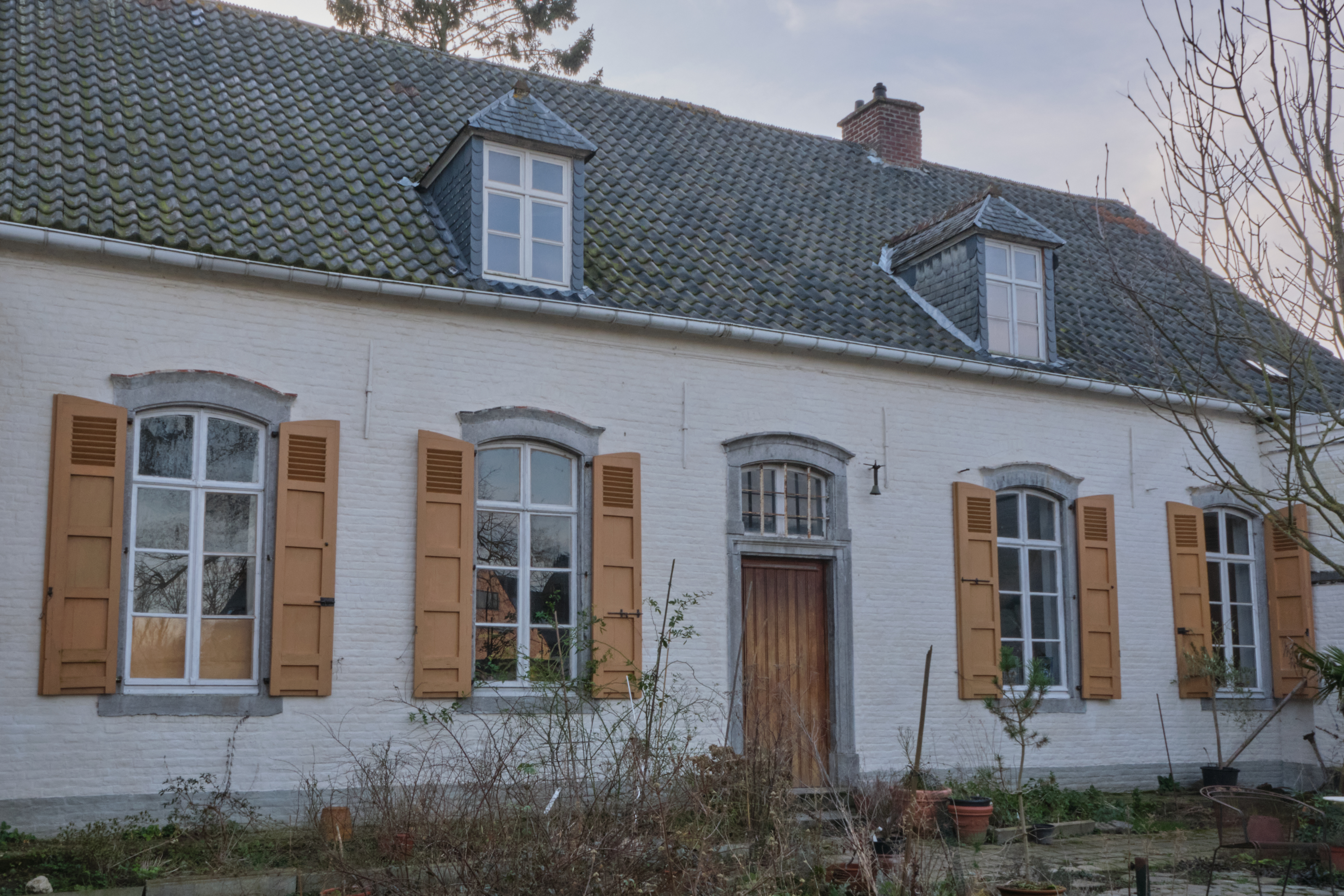
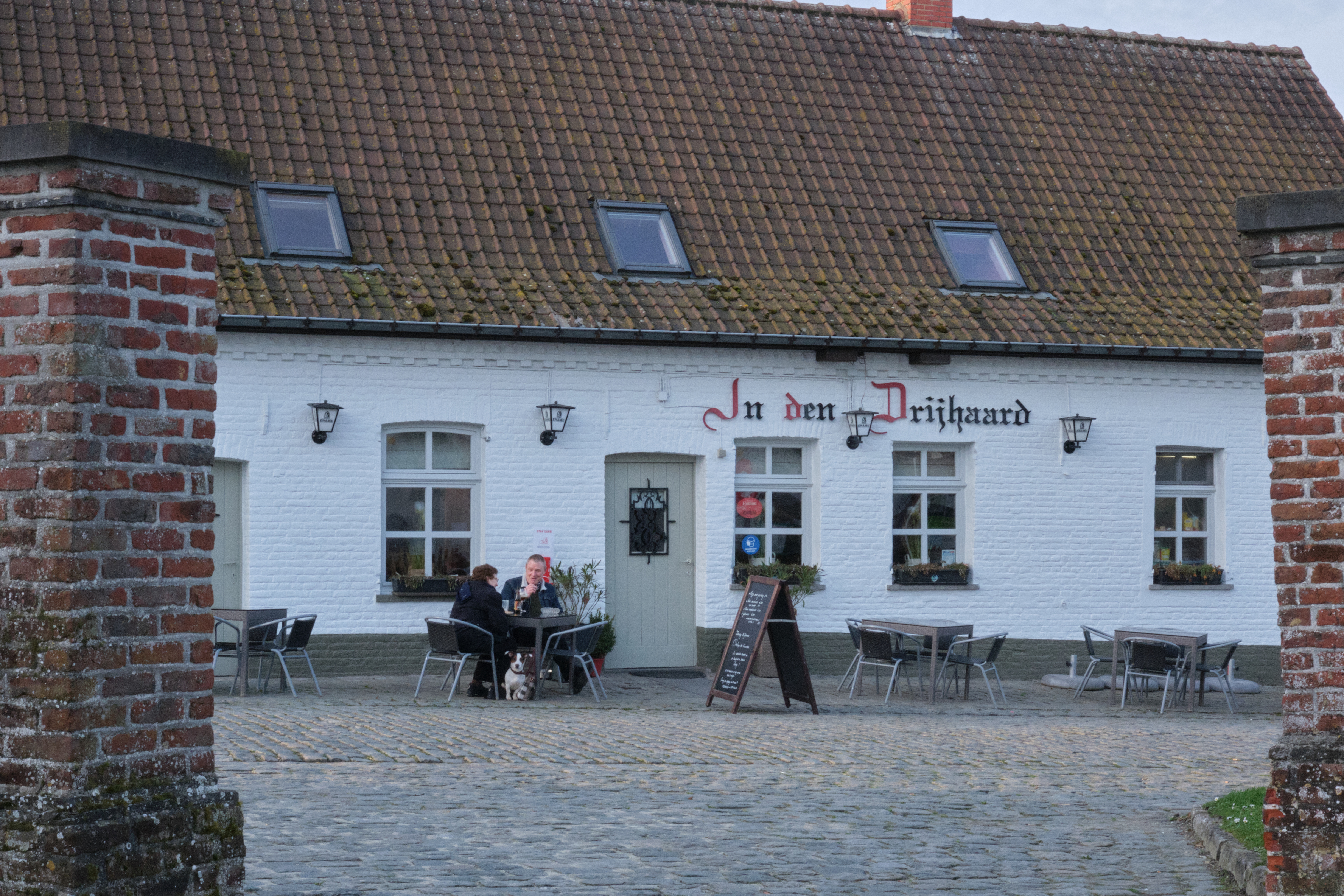
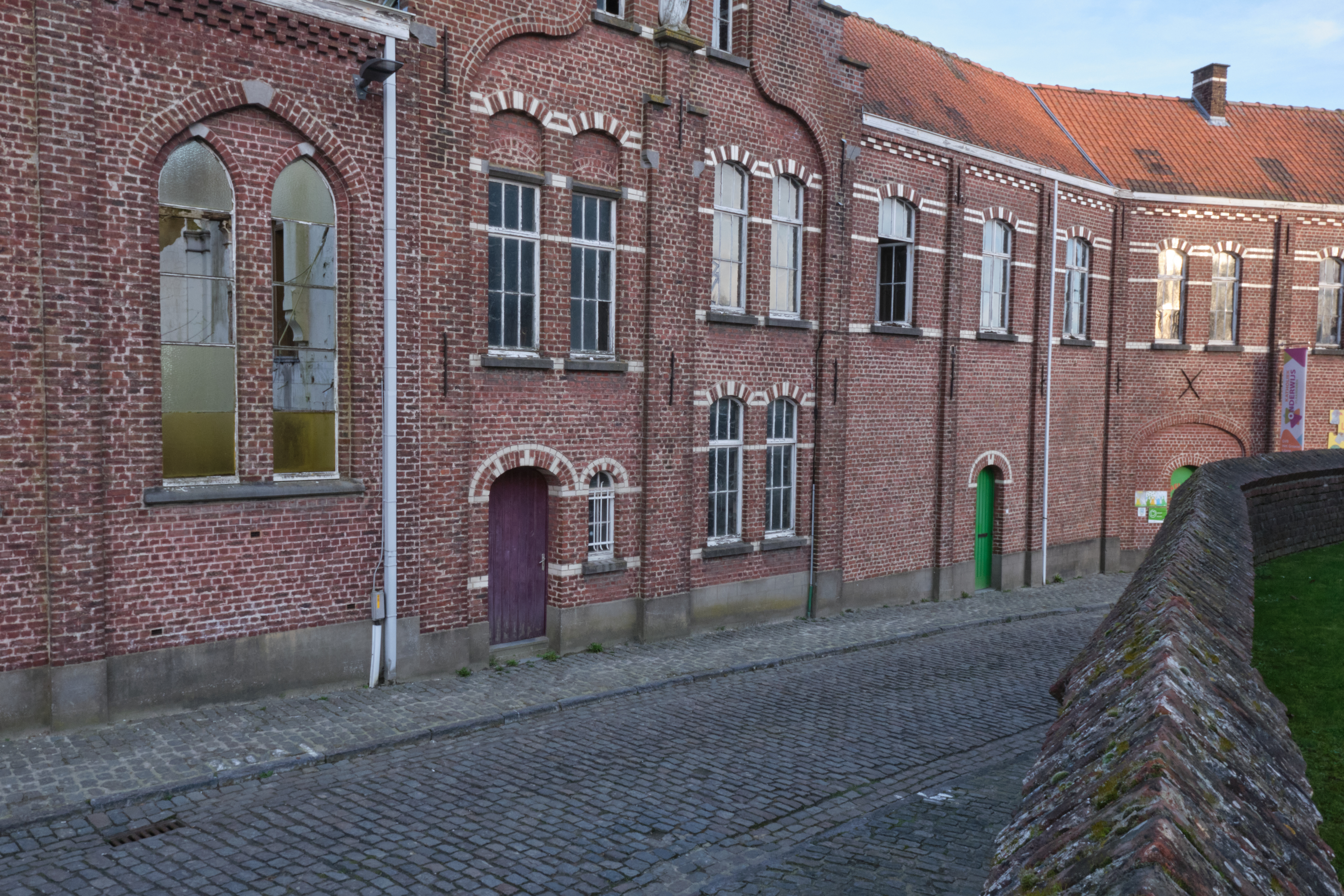

## Nabijgelegen kernen
Sint-Kornelis-Horebeke, Opbrakel, Nederbrakel, Elst